# Castillo de Valencia de Don Juan

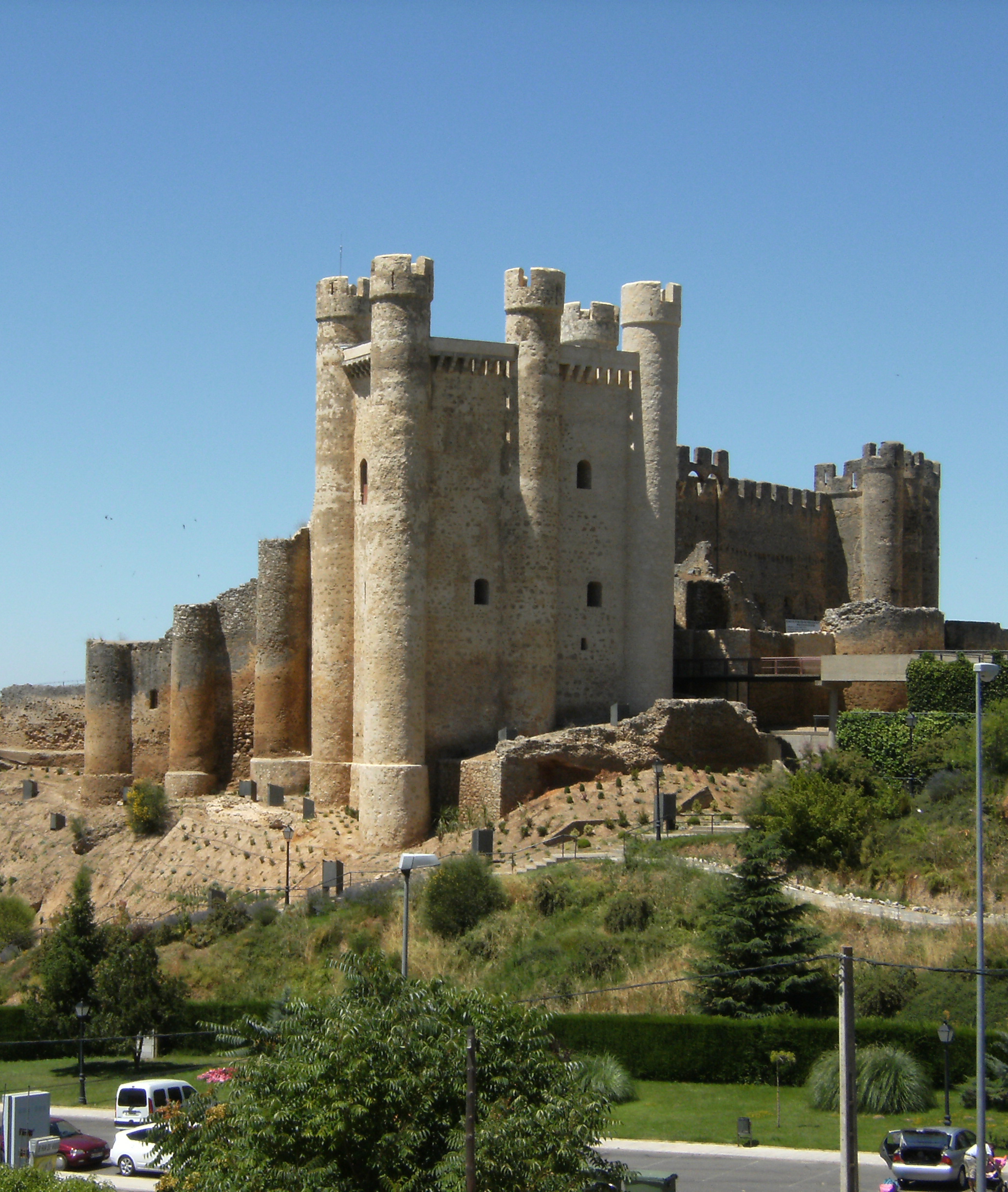
Burg mit Hauptturm

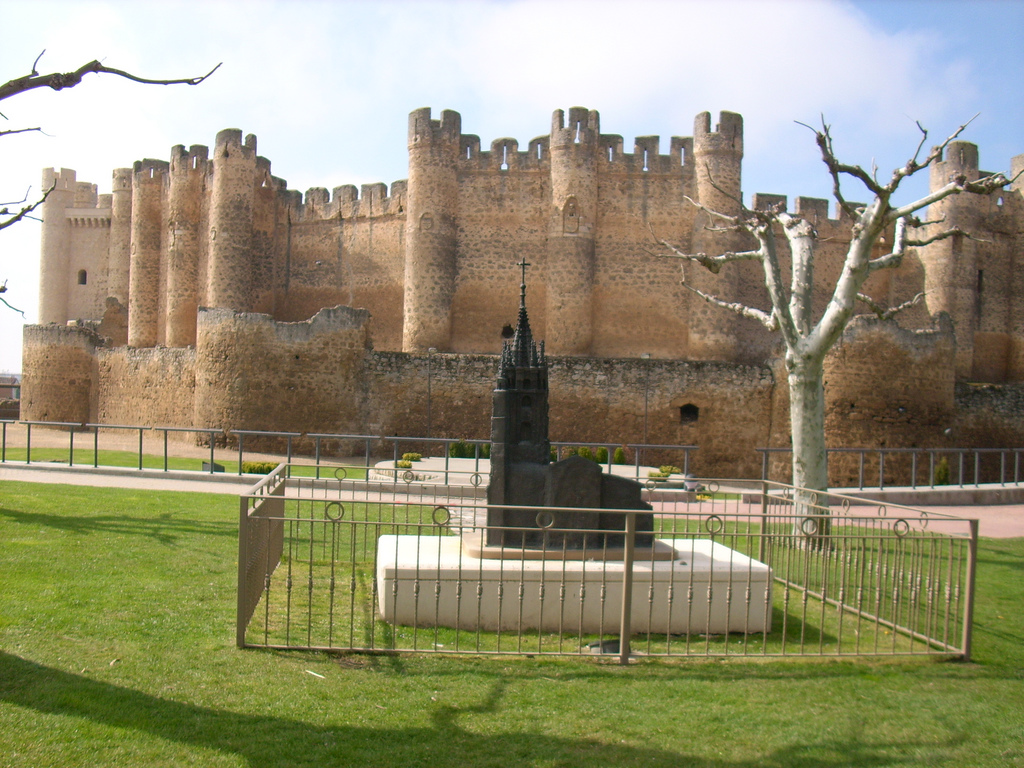
Burgseite zum Dorf

Das Castillo de Valencia de Don Juan ist eine Burg in Valencia de Don Juan, einer Gemeinde in der spanischen Provinz León der Autonomen Region Kastilien und León, die im 14./15. Jahrhundert errichtet wurde. Die Burg ist ein geschütztes Baudenkmal (Bien de Interés Cultural).

## Geschichte
Die Burg, die sich an der Stelle einer römischen Befestigungsanlage befindet, wurde ab Ende des 14. Jahrhunderts für Johann von Portugal errichtet. Von der mittelalterlichen Anlage sind heute noch drei Wehrtürme im südlichen Teil erhalten. Der Hauptturm, der alles überragt, besitzt sechs schlanke Treppentürmchen, die über den Turmabschluss hinausragen. Die Burgseite zum Dorf wird von einem Graben und runden Wehrtürmen gesichert.

## Restaurierungsmaßnahmen
Die Burg, die sich im Eigentum der Fundación Instituto Valencia de Don Juan befindet, wurde in den letzten Jahrzehnten umfassend wiederaufgebaut bzw. restauriert:
- 1950 bis 1955: Rekonstruktion des Hauptturmes
- 1980: Befestigung der Fundamente und Mauern
- 1987/88: Archäologische Grabungen und Renovierungen
- 2004/05: Renovierung des Hauptturms und Rekonstruktion des Eingangsbereichs

## Museum
Im Jahr 2008 wurde im Hauptturm (Torre del homenaje) ein Museum eröffnet, das die archäologischen Funde der Ausgrabungen zeigt und die Geschichte der Burg darstellt.